# Fălcoiu
Fălcoiu è un comune della Romania di 4 199 abitanti, ubicato nel distretto di Olt, nella regione storica dell'Oltenia. 
Il comune è formato dall'unione di 3 villaggi: Cioroiașu, Cioroiu, Fălcoiu.